# Trirhithrum overlaeti
Trirhithrum overlaeti
 es una especie de insecto del género Trirhithrum de la familia Tephritidae del orden Diptera. 
Munro la describió científicamente por primera vez en el año 1934.